# PLUNA
PLUNA (kurz für Primera Línea Uruguaya de Navegación Aérea) war eine Fluggesellschaft mit Sitz in Montevideo, Uruguay und Basis auf dem Flughafen Montevideo.

## Geschichte

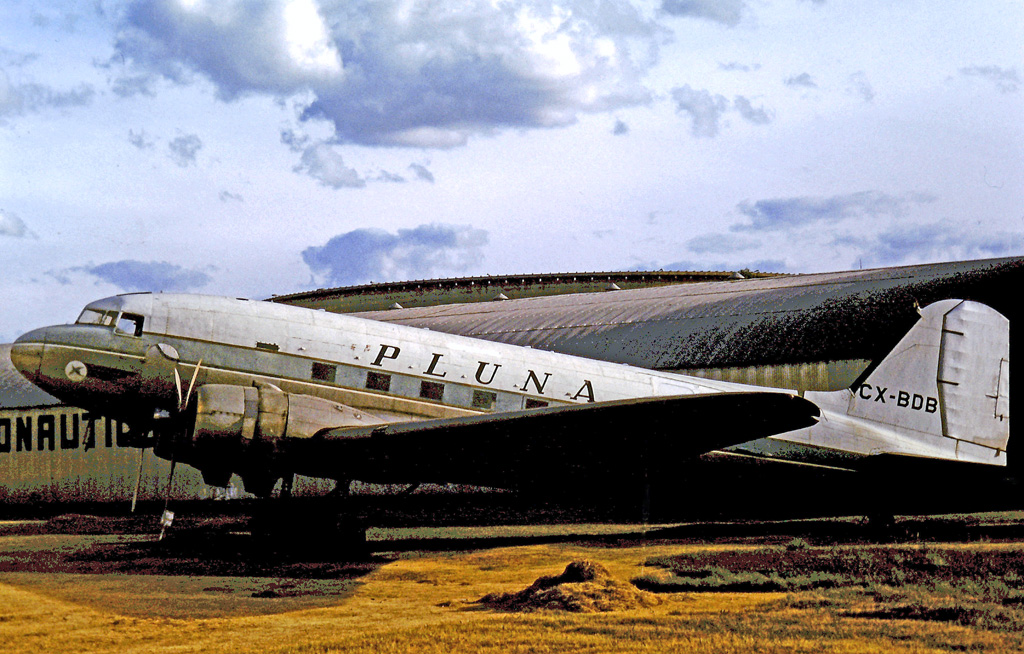
Eine Douglas DC-3 der PLUNA im Jahr 1975

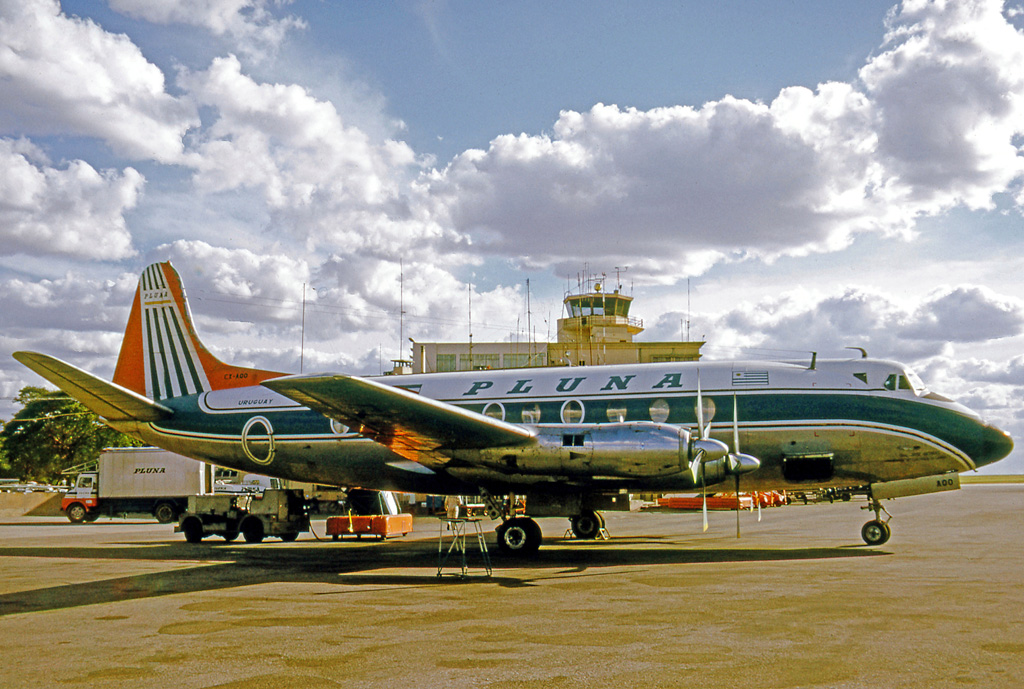
Eine Vickers Viscount der PLUNA im Jahr 1975

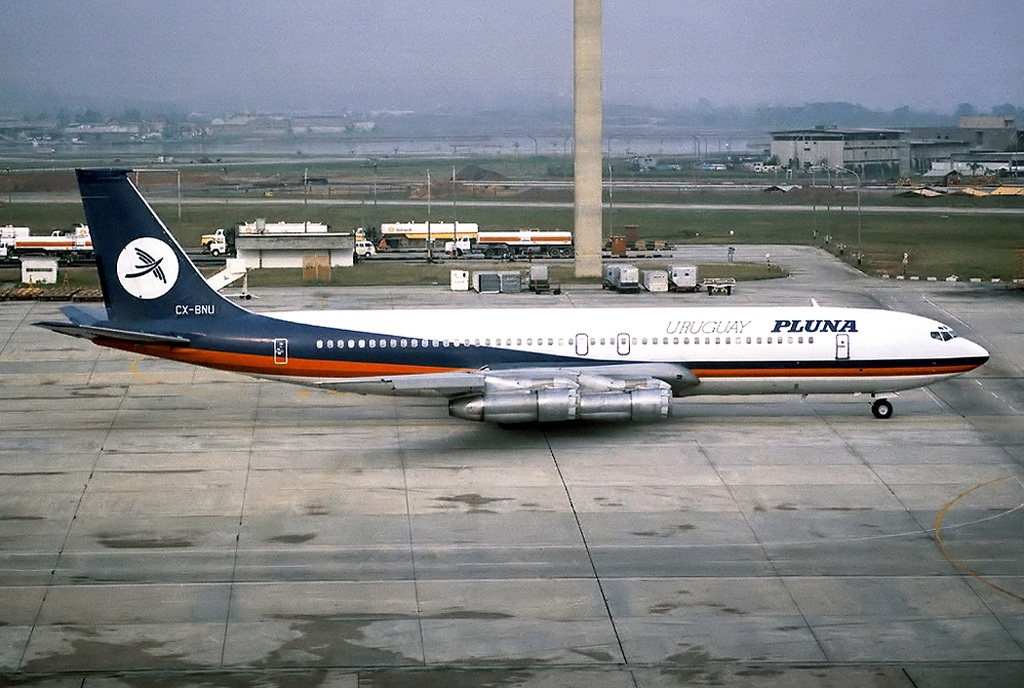
Eine Boeing 707 der PLUNA im Jahr 1984

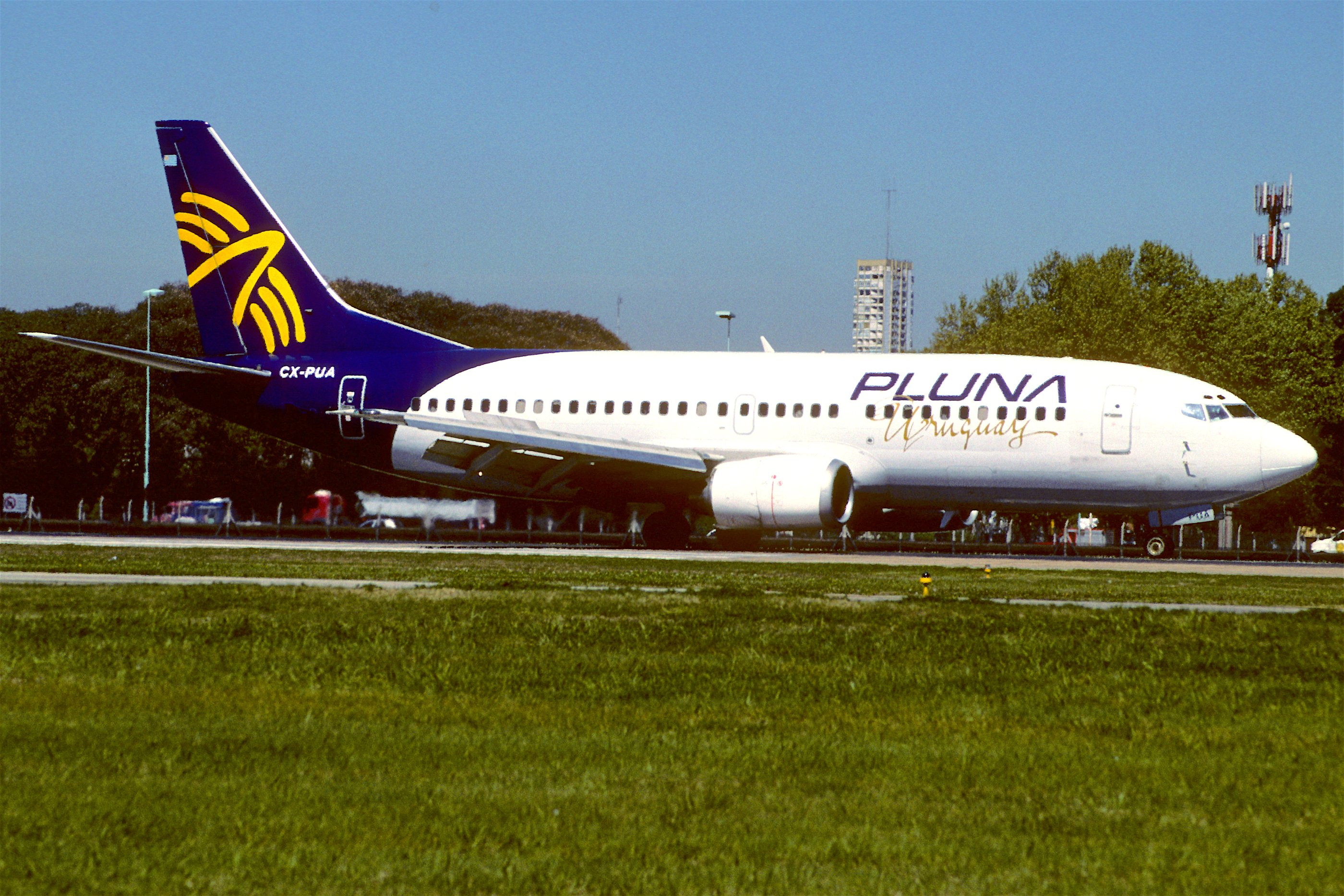
Eine Boeing 737-300 der PLUNA im Jahr 2004

Gegründet wurde die Fluggesellschaft im September 1936 von den Brüdern Jorge Márquez Vaesa und Alberto Márquez Vaesa, mit finanzieller und technischer Unterstützung des damaligen britischen Botschafters, Sir Eugene Millington-Drake. Die Airline flog zwei De Havilland DH.90 Dragonfly-Maschinen, welche fünf Passagiere aufnehmen konnten. Die Flugzeuge hatten die Namen Churrinche und San Alberto zu Ehren des Vaters der Gründer. Man flog von Montevideo aus nach Salto und nach Paysandú. Im ersten Rechnungsjahr flog Pluna 2.600 Passagiere, für diese Zeit ein großer Erfolg. Man transportierte außerdem 20.000 Briefe und 70.000 Zeitungen.
In den 40er Jahren expandierte PLUNA und flog nun, mit Porto Alegre in Brasilien, ab 1947 auch internationale Ziele an. Kurz darauf kamen São Paulo und Santa Cruz in Brasilien, sowie Buenos Aires, Rosario und Córdoba in Argentinien hinzu. 1951 wurde die Fluggesellschaft verstaatlicht.
In den nächsten drei Jahrzehnten verlangsamte sich das Wachstum des Unternehmens. Mit der Übernahme von insgesamt drei gebrauchten Boeing 727-30C der Lufthansa begann 1978 der Einsatz von Jetflugzeugen. PLUNA flog Ende der 1970er Jahre auch den John F. Kennedy International Airport in New York  und Miami, Florida an. In den 1980er Jahren begann man auch die Städte Madrid, Asunción, Rio de Janeiro und Santiago de Chile anzufliegen, flog aber nicht mehr nach New York und Miami. In dieser Zeit florierte Punta del Este als Zentrum des Tourismus, wovon PLUNA profitierte. Ebenso wurde ein eigenes Büro in Tel Aviv eröffnet, da Argentinien und Uruguay große jüdische Gemeinden haben.
In den 90er-Jahren kam die Fluggesellschaft in erhebliche finanzielle Schwierigkeiten und 1994 verkaufte die Regierung 49 % an Varig. Im Jahr 2012 führte PLUNA pro Woche 200 Flüge durch und setzte werksneue Bombardier CRJ900 ein. Die ehemals eingesetzten Boeing 737 und Boeing 757 wurden bis Ende 2008 ausgemustert und durch weitere neue CRJ900 ersetzt.
PLUNA gehörte bis zum 11. Juni 2005 zu 48 % dem uruguayischen Staat, 49 % gehörten VARIG, 2 % gehören Victor Mesa und 1 % gehört den Mitarbeitern der Fluggesellschaft. Als Varig bankrottging, übernahm der Staat diese Anteile wieder und hielt damit 98 %. Die Gesellschaft schrieb aber weiterhin rote Zahlen. Im Januar 2007 wurde begonnen, Pluna zu privatisieren. LeadGate, ein Konsortium aus Deutschland, den USA, Argentinien und Uruguay, übernahm die Fluggesellschaft.
Die bis dahin für Haddsch-Flüge zwischen Nigeria und Saudi-Arabien sowie für Flüge nach Madrid vorgehaltenen Maschinen vom Typ Boeing 757, Boeing 737-200, Boeing 737-300 und Boeing 767-300ER wurden abgestoßen und es wurde komplett auf Bombardier-Maschinen umgestellt.
Im Jahr 2007 wurde eine neue Bemalung eingeführt, mit der die Bombardier CRJ900 bereits ab Werk ausgeliefert wurden.
Am 5. Juli 2012 beschloss die Regierung Uruguays, die finanziell angeschlagene PLUNA zu liquidieren – sie stellte noch am selben Tag den Betrieb ein.
Am 7. November 2013 stellte der uruguayische Oberste Gerichtshof die Verfassungswidrigkeit des Gesetzes fest, mit dem die Liquidation der Fluggesellschaft gebilligt wurde, womit auch die Zukunft des Nachfolgeunternehmens Alas U im Unklaren ist.

## Flugziele
PLUNA verband Montevideo und Punta del Este und flog darüber hinaus international Buenos Aires, Córdoba, São Paulo, Rio de Janeiro, Florianópolis, Porto Alegre, Asunción und Santiago de Chile an.

## Flotte
Mit Stand März 2012 bestand die Flotte der PLUNA aus 13 Flugzeugen:
- 13 Bombardier CRJ900

Darüber hinaus betrieb PLUNA u. a. folgende Flugzeugtypen:
- Boeing 727 (ab 1978, ehemalige Lufthansa-Maschinen)
- Boeing 737
- Boeing 767
- De Havilland DH.114 Heron
- Douglas DC-2
- Douglas DC-3/C-47
- Fairchild F-27
- Fokker F-27 Friendship
- Vickers Viscount

## Zwischenfälle
Bei PLUNA ereigneten sich zwei Totalverluste, bei denen 10 Menschen ums Leben kamen. Vollständige Liste:
- Am 9. Oktober 1962 verunglückte eine Douglas DC-3/C-47A-1-DK der uruguayischen (Luftfahrzeugkennzeichen CX-AGE) beim Start auf dem Flughafen Montevideo (Uruguay). Auf ihrem Abnahmeflug für die Erteilung des Lufttüchtigkeitszeugnisses stieg die Maschine nur auf maximal 15 Meter, schlug dann zunächst mit der rechten Tragfläche auf der Startbahn auf und dann noch mehrmals mit steigender Heftigkeit, bis sie auf den Rücken gedreht aufschlug. Die Ursache war ein Wartungsfehler, der bei der Inspektion vor dem Flug weder von den Kontrolleuren der Zulassungsbehörde noch denen der PLUNA bemerkt worden war. Alle 10 Insassen wurden getötet.[9]

- Am 11. Mai 1975 kam eine Vickers Viscount 769D der PLUNA (CX-AQO) bei der Landung auf dem Flughafen Buenos Aires-Jorge Newbery (Argentinien) von der Landebahn ab und geriet in schlammigen Untergrund. Alle 57 Insassen, die fünf Besatzungsmitglieder und 52 Passagiere, überlebten den Unfall. Das Flugzeug wurde allerdings irreparabel beschädigt.[10][11]